# كاسترو دي فولشي
كاسترو دي فولشي هي كومونا (بلدية) يسكنها حوالي 5000 نسمة في مقاطعة فروزينوني في منطقة لاتسيو الإيطالية ، وتقع على بعد حوالي 90 كيلومتر (56 ميل) جنوب شرق روما وحوالي 14 كيلومتر (9 ميل) جنوب شرق فروزينوني .
تقع Castro dei Volsci على حدود البلدات التالية: اماسينو و كيكانو وفالفاتيرا و و لينولا و باستينا و بوفي و فالي كورسا و فيلا سانتو ستيفانو .
وهي مسقط رأس الممثل نينو مانفريدي .